# Ina, Nagano
Ina (japanska: 伊那市  ?, Ina-shi) är en stad i Nagano prefektur i Japan. Staden fick stadsrättigheter 1954.